# 般若菩薩
般若菩萨（羅馬化：Prajñāpāramitā；藏語：ཤེས་རབ་ཀྱི་ཕ་རོལ་ཏུ་ཕྱིན་མ，威利转写：shes rab kyi pa rol tu chin ma），又称般若佛母，是一位女佛，其象征以及体现般若，即超然智慧的圆满。般若是大乘和金刚乘中的最高智慧，为《般若经》的精华，其中有数千部。因此，般若菩萨是一位报身佛，被称为“诸佛之母”（羅馬化：Buddhamātṛ）或“伟大母亲”（藏語：ཡུམ་ཆེན་མོ，威利转写：Yum chen mo）。
她是金刚乘的中心人物，并出现于各种佛经以及密宗资料中，如《心经》、《Sādhanamāla》、《Niṣpannayogāvali》、《Caṇḍamahāroṣaṇa tantra》、《Dhāranisamuccaya》、《文殊師利根本儀軌經》和《大日经》。
9世纪至12世纪左右，般若菩萨在印度佛教艺术中被广泛描绘，尤其是在波罗王朝的艺术中。她也广泛存在于爪哇、柬埔寨、西藏和喜马拉雅等其他地区的佛教艺术中。喜马拉雅和西藏艺术可能将她描绘成菩萨或佛陀。

## 图库

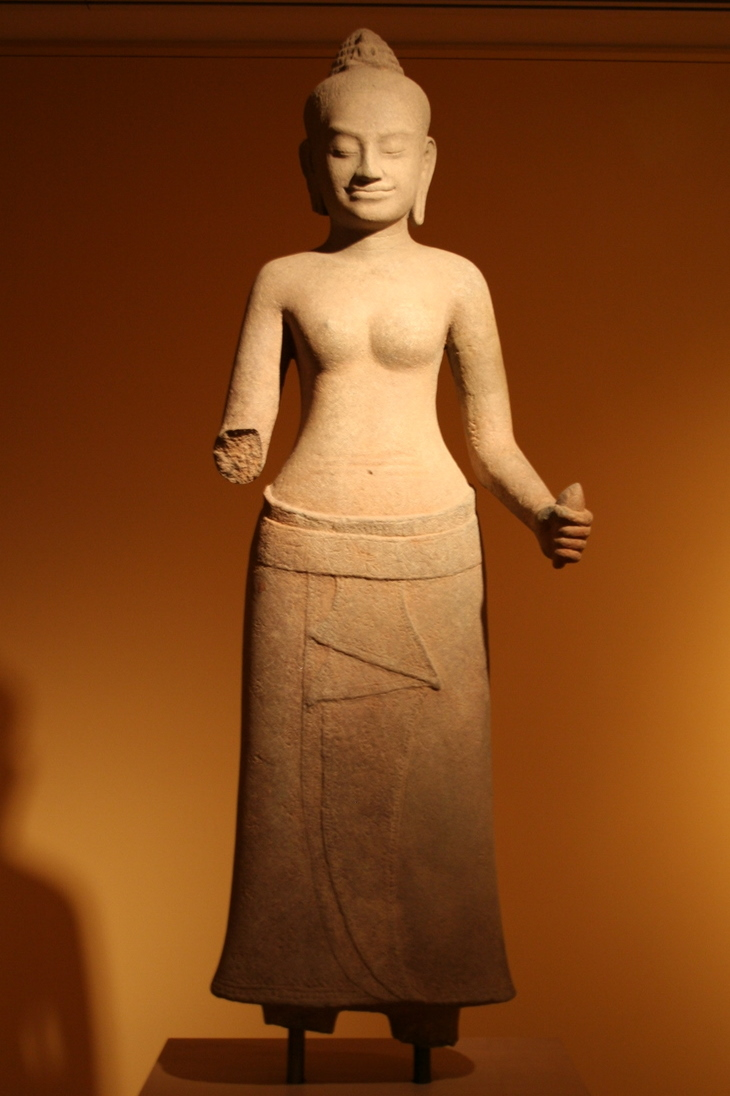
柬埔寨巴戎寺的石雕像
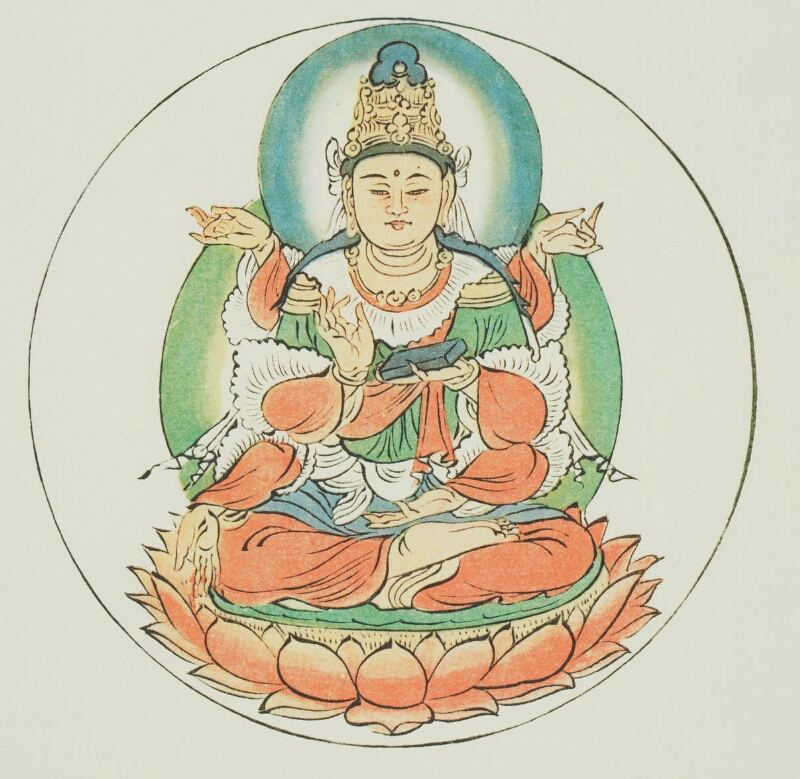
六臂造像
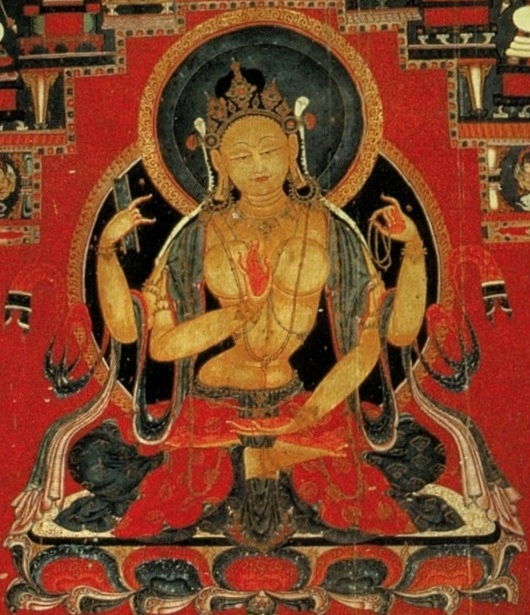
托林寺的壁画